# Кульпін (Німеччина)
Кульпін (нім. Kulpin) — громада в Німеччині, розташована в землі Шлезвіг-Гольштейн. Входить до складу району Герцогство Лауенбург. Складова частина об'єднання громад Лауенбургіше-Зен.
Площа — 6,07 км2. Населення становить 201 ос. (станом на 31 грудня 2020).